# Men in Black (bài hát)
"Men in Black" là một bài hát của rapper người Mỹ Will Smith hợp tác với ca sĩ người Mỹ Coko cho nhạc phim của bộ phim năm 1997 cùng tên mà Smith thủ vai chính. Ngoài ra, bài hát cũng xuất hiện trong album phòng thu đầu tay của ông, Big Willie Style (1997). Nó được phát hành vào ngày 16 tháng 6 năm 1997 như là đĩa đơn đầu tiên trích từ hai album bởi Columbia Records, đồng thời là đĩa đơn hát đơn đầu tay của Smith sau khoảng thời gian hợp tác với DJ Jazzy Jeff. Đây là một bản hip hop và R&B với nội dung liên quan đến nhân vật đặc vụ áo đen của phim, trong đó sử dụng đoạn nhạc mẫu từ bài hát năm 1982 của Patrice Rushen "Forget Me Nots".
Sau khi phát hành, "Men in Black" nhận được những phản ứng tích cực từ các nhà phê bình âm nhạc, và giúp Smith chiến thắng một giải Grammy cho Trình diễn solo Rap xuất sắc nhất tại lễ trao giải thường niên lần thứ 40. Bài hát cũng gặt hái những thành công vượt trội về mặt thương mại, đứng đầu các bảng xếp hạng ở Úc, Pháp, Đức, Ireland, New Zealand, Thụy Sĩ và Vương quốc Anh, và lọt vào top 5 ở tất cả những quốc gia nó xuất hiện, bao gồm nhiều thị trường lớn như Áo, Canada, Ý và Hà Lan. Tại Hoa Kỳ, "Men in Black" không thể lọt vào bảng xếp hạng Billboard Hot 100 theo quy định lúc bấy giờ do không được phát hành làm đĩa đơn thương mại, nhưng đứng đầu bảng xếp hạng sóng phát thanh tại đây trong bốn tuần liên tiếp.
Video ca nhạc cho "Men in Black" được đạo diễn bởi Robert Caruso, trong đó Smith hóa thân thành nhân vật ông thủ vai trong bộ phim Agent J, trước khi nhảy múa với một quái vật ngoài hành tinh (nhân vật Mikey trong phim) và những đặc vụ áo đen khác ở cuối video. Nó đã nhận được bốn đề cử tại giải Video âm nhạc của MTV năm 1997, và chiến thắng một giải cho Video xuất sắc nhất từ một bộ phim. Được ghi nhận là một trong những bài hát nổi bật nhất trong sự nghiệp âm nhạc của Smith, bài hát đã xuất hiện trong album tuyển tập đầu tiên của ông, Greatest Hits (2002) và được trình diễn ở một số sự kiện, bao gồm giải Grammy lần thứ 40. Ngoài ra, thành công của nó cũng giúp album nhạc phim Men in Black đứng đầu bảng xếp hạng Billboard 200 trong nhiều tuần, và tạo tiền đề cho sự nghiệp hát đơn của Smith.

## Danh sách bài hát
Đĩa CD tại châu Âu
1. "Men in Black" (bản album) — 3:48
2. "Men in Black" (MIB Master phối) — 3:40

Đĩa CD tại Anh quốc
1. "Men in Black" (bản album) — 3:49
2. "Men in Black" (MIB Master phối) — 3:41
3. "Men in Black" (bản phối thay thế) — 3:42
4. "Dah Dee Dah" (Sexy Thing) (bởi Alicia Keys) — 4:12

## Xếp hạng
| Bảng xếp hạng (1997)               | Vị trí cao nhất |
| ---------------------------------- | --------------- |
| Úc (ARIA)                          | 1               |
| Áo (Ö3 Austria Top 40)             | 2               |
| Bỉ (Ultratop 50 Flanders)          | 3               |
| Bỉ (Ultratop 50 Wallonia)          | 1               |
| Canada (RPM)                       | 2               |
| Canada Dance/Urban (RPM)           | 1               |
| Đan Mạch (Tracklisten)             | 2               |
| Châu Âu (European Hot 100 Singles) | 1               |
| Phần Lan (Suomen virallinen lista) | 2               |
| Pháp (SNEP)                        | 1               |
| Đức (Official German Charts)       | 1               |
| Ireland (IRMA)                     | 1               |
| Ý (FIMI)                           | 2               |
| Hà Lan (Dutch Top 40)              | 2               |
| Hà Lan (Single Top 100)            | 2               |
| New Zealand (Recorded Music NZ)    | 1               |
| Na Uy (VG-lista)                   | 3               |
| Scotland (OCC)                     | 1               |
| Thụy Điển (Sverigetopplistan)      | 2               |
| Thụy Sĩ (Schweizer Hitparade)      | 1               |
| Anh Quốc (OCC)                     | 1               |
| Hoa Kỳ Radio Songs (Billboard)     | 1               |
| Hoa Kỳ Pop Airplay (Billboard)     | 2               |
| Hoa Kỳ Rhythmic (Billboard)        | 1               |

| Bảng xếp hạng (1997)                 | Vị trí |
| ------------------------------------ | ------ |
| Australia (ARIA)                     | 6      |
| Austria (Ö3 Austria Top 40)          | 12     |
| Belgium (Ultratop 50 Flanders)       | 16     |
| Belgium (Ultratop 40 Wallonia)       | 11     |
| Canada (RPM)                         | 23     |
| Canada Dance/Urban (RPM)             | 12     |
| Denmark (Tracklisten)                | 4      |
| Europe (European Hot 100 Singles)    | 5      |
| Finland (Suomen virallinen lista)    | 28     |
| France (SNEP)                        | 7      |
| Germany (Official German Charts)     | 4      |
| Italy (FIMI)                         | 14     |
| Japan (Tokyo Hot 100)                | 21     |
| Netherlands (Dutch Top 40)           | 23     |
| Netherlands (Single Top 100)         | 15     |
| New Zealand (Recorded Music NZ)      | 5      |
| Norway Autumn Period (VG-lista)      | 18     |
| Norway Summer Period (VG-lista)      | 2      |
| Sweden (Sverigetopplistan)           | 16     |
| Switzerland (Schweizer Hitparade)    | 16     |
| UK Singles (Official Charts Company) | 6      |
| US Radio Songs (Billboard)           | 22     |

| Bảng xếp hạng (1990–99)              | Vị trí |
| ------------------------------------ | ------ |
| France (SNEP)                        | 25     |
| UK Singles (Official Charts Company) | 33     |

| Bảng xếp hạng                        | Vị trí |
| ------------------------------------ | ------ |
| UK Singles (Official Charts Company) | 300    |

## Chứng nhận
| Quốc gia                                                                           | Chứng nhận  | Số đơn vị/doanh số chứng nhận |
| ---------------------------------------------------------------------------------- | ----------- | ----------------------------- |
| Úc (ARIA)                                                                          | 2× Bạch kim | 140.000^                      |
| Áo (IFPI Áo)                                                                       | Vàng        | 25.000*                       |
| Bỉ (BEA)                                                                           | Bạch kim    | 0*                            |
| Pháp (SNEP)                                                                        | Kim cương   | 783,000                       |
| Đức (BVMI)                                                                         | 3× Vàng     | 0^                            |
| Hà Lan (NVPI)                                                                      | Vàng        | 50.000^                       |
| New Zealand (RMNZ)                                                                 | Bạch kim    | 15,000*                       |
| Na Uy (IFPI)                                                                       | Bạch kim    | 20,000*                       |
| Thụy Điển (GLF)                                                                    | Bạch kim    | 30.000^                       |
| Thụy Sĩ (IFPI)                                                                     | Vàng        | 25.000^                       |
| Anh Quốc (BPI)                                                                     | Bạch kim    | 1,010,565                     |
| * Chứng nhận dựa theo doanh số tiêu thụ. ^ Chứng nhận dựa theo doanh số nhập hàng. |             |                               |